# Haut-valaisan
Cet article concerne le dialecte germanique parlé en Valais. Pour le dialecte francoprovençal (langue romane) parlé en Valais, voir Valaisan (langue).

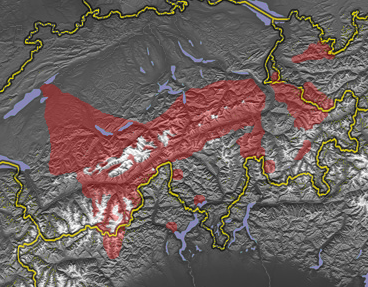
Distribution des dialectes alémaniques supérieurs

Le haut-valaisan ou walser est un dialecte alémanique parlé dans le Haut-Valais qui s'apparente à celui du Canton d'Uri en Suisse[réf. nécessaire].